# Бахурень
Ба́хурень (словац. Bachureň), горный массив в восточной Словакии, часть Подгуольно-Магурской гряды. Наивысшая точка — гора Бахурень, 1081 м. Площадь — 124 км².
Горный массив состроит из палеогеновых пород, где преобладают песчаники и конгломераты. Бахурень представляет собой лесистые горы (хвойные и смешанные и лиственные леса). Часть, не покрытая лесами, покрыта горными лугами. Менее часто встречаются поля. В горах есть минеральные источники, ущелья и пещеры. Подняться на гору можно маркированным пешеходным тропам, ведущим из деревень Нижный Славков, Вышний Славков или Лачнов в Седло под Бачурнью.